# Aéroport international Hévíz-Balaton
L’aéroport international Hévíz-Balaton également appelé FlyBalaton (hongrois : Hévíz-Balaton Airport ou Sármellék nemzetközi repülőtér) (code IATA : SOB • code OACI : LHSM) est le deuxième des cinq aéroports internationaux de Hongrie. Situé sur le territoire de la commune de Sármellék, à 13 kilomètres de Hévíz, il dessert le Lac Balaton. Il s'agit de l'aéroport le plus important de l'ouest de la Hongrie et il accueille des vols charters d'un certain nombre de destinations européennes. Il permet donc aux voyageurs d'accéder rapidement au lac Balaton ainsi qu'aux stations termales de Hévíz et Zalakaros. Depuis 2005, l'aéroport est souvent rebaptisé FlyBalaton, nom qui est plus simple à retenir et à prononcer. 

## Histoire
Il existait déjà un aéroport militaire dans les années 1940 à la place de l'actuel Hévíz-Balaton Airport. L'aéroport militaire hongrois a fonctionné jusqu'en 1960 avant de devenir la propriété de l'armée soviétique jusqu'à la chute du communisme en 1990. La piste en béton a été construite en 1982.
L'aéroport a accueilli ses premiers voyageurs peu de temps après le début du nouveau régime, en 1991 et est devenu le deuxième aéroport de Hongrie derrière celui de Budapest en 2002. Les municipalités de Sármellék et Zalavár se sont alliées pour créer une société propriétaire de l'aéroport, Zalavár-Sármellék Airport Kft.. Il a été ensuite racheté par la société irlando-hongroise Cape Clear Aviation Kft. mais en 2009, des procès ont été intentés contre cette dernière car elle avait l'intention de vendre l'aéroport pour 2 milliards de forints. C'est d'ailleurs durant cette période que l'aéroport a du fermer, d'abord pendant l'hiver 2008/2009 puis en octobre 2009 pour une durée indéterminée. Il sest ensuivi une période de troubles où ouvertures et fermetures se sont succédé. Finalement, l'aéroport a rouvert en 2012 sous la gérance de la société Hévíz-Balaton Airport Kft., entière propriété de la ville de Hévíz.

## Situation
| \| 50 km1:5 636 000 \| Fertőszentmiklós Győr-Pér Siófok-Kiliti Szeged Hévíz-Balaton Budapest-Ferenc Liszt Debrecen Pécs-Pogány Kecskemét |
| 50 km1:5 636 000 |

## Compagnies et destinations
Aucune liaison régulière n'existe en 2023.

## Statistiques
Pour des raisons techniques, il est temporairement impossible d'afficher le graphique qui aurait dû être présenté ici.

Voir la requête brute et les sources sur Wikidata.
| 2004 | 23 000  | –               |
| 2005 | 25 000  | en augmentation |
| 2006 | 80 000  | en augmentation |
| 2007 | 110 000 | en augmentation |
| 2008 | 110 000 | en stagnation   |
| 2009 | 15 000  | en diminution   |
| 2010 | 12 900  | en diminution   |
| 2011 | 17 200  | en augmentation |
| 2012 | 19 000  | en augmentation |
| 2013 | 25 000  | en augmentation |